# Zbigniew Michałowski
Zbigniew Maksymilian Michałowski (ur. 12 listopada 1912 w Błoniu, zm. 24 marca 1973 w Częstochowie) – polski aktor dramatyczny związany z teatrami Warszawy i Częstochowy.
Syn felczera Kazimierza Michałowskiego i Czesławy z Hepnerów. W 1931 ukończył szkołę średnią w Siedlcach. W 1932 wstąpił do Miejskiej Szkoły Dramatycznej w Krakowie, a następnie zdał eksternistyczny egzamin aktorski ZASP-u i przeniósł się do Warszawy. Zadebiutował na scenie Teatru Nowości w operetce Wiktoria i jej huzar. W latach 30. występował w warszawskich teatrach Morskie Oko, Ateneum, Instytucie Reduty, Teatrze Aktora, Teatrze Malickiej, a także w Teatrze Miejskim w Częstochowie. Okresowo uczestniczył w objazdach Reduty. We wrześniu 1939 wchodził w skład tzw. Kolumny Artystycznej Zespołu Reduty. 
Podporucznik piechoty, uczestniczył w kampanii wrześniowej oraz w powstaniu warszawskim. Dwukrotnie (w 1939 i 1944) przebywał w obozach jenieckich. Po ucieczce z niewoli niemieckiej podjął walkę w polskich formacjach na Zachodzie (1 Dywizja Pancerna). 
Po powrocie do Polski w 1947 występował w Teatrze Polskim w Poznaniu, a w kolejnych sezonach w Teatrze Małym w Szczecinie, Kaliszu, Białymstoku i Częstochowie. Gościnnie występował w Teatrze Ziemi Opolskiej w Opolu. Był radnym Miejskiej Rady Narodowej w Częstochowie, przewodniczącym tamtejszej komisji kultury i prezesem Towarzystwa Kultury Teatralnej. W 1970 otrzymał Odznakę „Zasłużonego Działacza Kultury”. 
W swoim repertuarze miał ponad dwieście pięćdziesiąt ról. 
Pochowany na cmentarzu św. Rocha w Częstochowie (sektor 6 – rząd 4 – grób 1).